# 浅田家文書

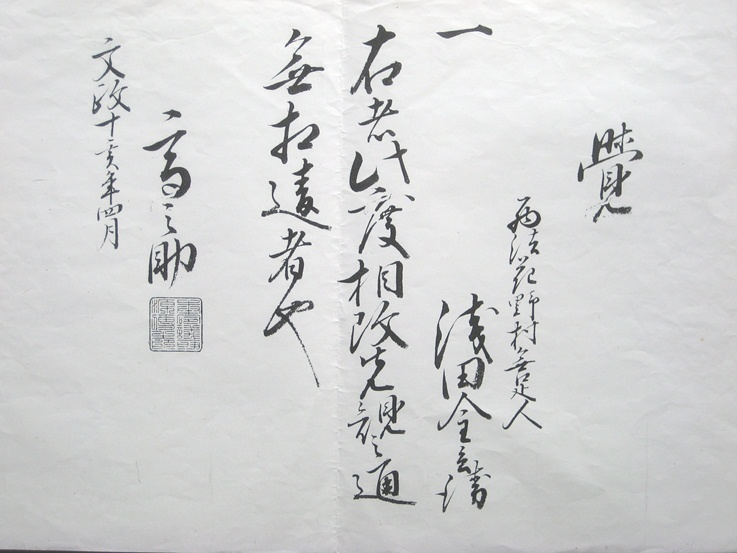
無足人(郷士)　許状　城和奉行渡辺高之助 文政十亥年四月 (浅田周宏 蔵)

浅田家文書（あさだけ もんじょ）とは、山城国相楽郡西法花野村（現・京都府木津川市山城町上狛）の浅田家（戸籍上では淺田）に伝来した古文書（18,120点）。
西法花野村庄屋文書、狛四ケ村文書、野日代村庄屋文書、狛組（加茂組）大庄屋文書、近代地方行政・諸役職関係文書、浅田家・家文書、大和郡山茶町文書、岡崎村文書、下島村文書、相楽村河辺善右衛門関係文書の各まとまりからなる。これらの文書の初出期は天文15年（1546年）、終期は大正年間。

## 概要
山城国相楽郡西法花野村(現・京都府木津川市山城町上狛)の庄屋である浅田家の文書が、1930年頃、現16代当主・淺田周宏（昭和21年（1946年）～）の祖父・14代淺田操の時代に当家を離れ、渋沢敬三の主宰する日本常民文化研究所に入り、戦後になって東京大学経済学部へ寄贈されたのは、1950年代前半のことである。
浅田家文書は、このほかにも国立史料館に200点余り所蔵されており、さらに、山城町史編纂の過程で新たに発見された分もある。町史編纂に当っている山城町教育委員会の調査によると、東京大学経済学部と国立史料館の所蔵文書は本宅である浅田 (北)家文書であることが判明し、隠居宅である浅田(南)家からも別個に2000点近い文書が発見され、浅田(南)家文書フィルムの複製分13リールが納められている。続いて、1985年9月に、浅田(北) 家からも茶箱3個分程の未整理文書が発見され、山城町史編纂委員会の手によって整理が行われた。そのほか、天理大学図書館などにも若干所蔵されている。
浅田家は単に西法花野村の庄屋であるだけでなく、18世紀には近隣の13か村の上にも立つ大庄屋となるため、同家文書を通じてかなり広い範囲の史実を探ることが可能である。この地域は山城国一揆の基盤をなしたところであり、江戸時代に入ると先進的な棉作地帯として発展する。そして、幕末開港を契機に製茶地帯として急激な変貌を示す地域なのであって、畿内型農村のひとつの典型例とみることも可能である。
慶安3年(1650年)には持高25石余にすぎなかった浅田家が、宝永1年(1704年)には180石をこえる地主＝豪農へと急成長する秘密はどこにあったのか。これまで全く分析されたことのなかった浅田家文書から、多くの論文などが執筆された。

## 浅田家の歴史
淺田家系図によると、「本国」は摂州浅田（大阪府豊中市蛍池、江戸期は麻田村）で、板倉周防守家中の浅田孫助の弟・小三郎（上狛村庄屋・九郎右衛門？）が天正年間に山城国上狛に来たという（天正8年（1580年）の上狛村桑垣外の売券あり）。
天正10年（1582年）に豊臣秀吉による指出徴収がはじまる。この年の九月に興福寺が秀吉に差し出した二冊の年貢帳があるが、それは当地である「狛野荘」の差配人二人が提出したものである。
上狛村の「検地」は関白秀吉の時代、長束正家によって天正17年（1589年）に 本格的に施行されるが、これにより「荘園制」が解体され、上狛村という村域が確定されることになる。
そしてこの検地により新参者の淺田家は上狛村の庄屋に任命されるのである。
当地は「山城国一揆」が発生した地域であり、その主謀者であった「狛氏」一族の本拠であったから、そこに楔を打ち込もうという秀吉方の思惑の使命を受けたものと推察されている。
のち徳川家康の天下となり、当地は藤堂高虎の津藩の支配下となる。山城国・大和国に存在する津藩の飛び地は城和領（じょうわりょう）と総称され、大和国古市に置かれた城和奉行により統括された。この辺り一帯の大庄屋として君臨するようになるまでには、さまざまのことが生起するが、それらを乗り越えて淺田一門が伸びてゆくことになる。
16世紀末から17世紀にかけての当地における浅田家の位置づけは、天正年間に上狛村に来住した淺田九郎右衛門は豊臣政権の後ろ盾もあって、新参者ながら御牧勘兵衛代官所時代に庄屋となったが、持ち高も名寄帳の第五位である。
当地は狛氏支配の頃から在所を囲む「環濠」のある集落であった。この囲いの中を「垣内」と称する。この垣内を単位とする地域的な結合として、年貢・算用は1,300石の「惣」が組織され四人の庄屋が選ばれた。淺田家は親（二代目道善？）が慶長10年代に40歳代死去したためその子はまだその中には入れなかったが、元和9年（1623年）から庄屋に就任して「惣」に取り込まれた。
しかも浅田家は17世紀半ばまでは経済的に他の百姓から突出した存在ではなかった。むしろ、同じ株内では「狛」旧臣の松井家と同規模であり、上狛村としてみるならば他の庄屋と同等の経済力であったと推定される。
ところが、17世紀後半に浅田家は持ち高を急速に伸ばし、他の百姓から突出してゆく。
そのような経済的な発展をもたらしたのは、浅田家の江戸進出による富の蓄積と、それを元にした土地の取得にあった。
この経済的発展により、旧来の在地の年寄衆である松井家を追い落とし、外の庄屋の追随を許さない大庄屋として、更に地位を向上させていくことになる 。

## 浅田家文書の内容

### 1. 浅田家の商人的活動と藤堂藩
「木津川」は淀川水系の一つで、江戸時代には川下の淀大橋から川上の笠置までの間およそ九里を指し、川幅は下流の淀大橋にて一三七間あった。上流の山は花崗岩の風化した砂山だったので砂が流出、堆積して木津川とその支流の川床が高くなって度々氾濫した。ことに正徳2年（1712年）は被害が大きかったので、木津川流域の近世前期の文書はあまり残存していない。
浅田家は流域の中程、流れが西から北へ向きを変える扇状地の環濠集落内にあったため難を逃れ、近世初期から蓄積された同家の文書も残存した。
「木津川舟運」とは淀・笠置間の船による輸送を指す。この舟運を利用した村は、宝永3年（1706年）の史料によれば山城国綴喜・久世・相楽三郡で七六ケ村になり、同8年（1711年）の史料には、北東に隣接する近江国甲賀郡信楽郷十八ケ村が大坂へ煎茶を出荷するため、相楽郡和束郷を経由して和束の木屋浜から木津川舟運を利用したとある。また笠置より上流の柳生藩の村や、更に東に隣接する藤堂藩領である伊賀国は伊賀街道の馬方を使って、笠置を起終点として木津川舟運を利用していた。このように木津川は、江戸時代を通じて山城・近江・伊賀にまたがる畿内の経済的政治的に重要な交通路だった。
木津川と京街道（大和街道）の交差点に位置する木津浜は「木津川筋六ケ浜」の主要な一つもあり、交通の要所だった。
同浜を含む木津郷は天領・旗本領・朝廷領・公家領・その他で構成され、南に藤堂藩大和領があり、北の木津浜対岸には同藩領上狛四ケ村があったため、藤堂藩にとっては同藩大和領と京への道である京街道（大和街道）を結ぶ重要地点であった。木津浜に向き合う新在家浜は上狛村域になる。
浅田家は、このような地の利を得て、上狛四ケ村が藤堂藩領となった元和5年（1619年）から4年後の同9年以来、上狛四ケ村を代表する庄屋として存在していた 。

### 2.江戸店（えどだな）「山城屋」と藤堂藩
浅田家の江戸店「山城屋」は承応元年（1652年）から元禄16年（1703年）までの51年間、同家の次男・平兵衛と四男・久太郎（二代平兵衛）の二人によって経営されてきた。
初代・平兵衛は貞享2年（1685年）56歳のとき、家族を連れて国元の西法花野村へ隠居したが、「私江戸に罷在時分木薬並びに両替の商売仕候」と記しており、山城屋が 木薬商と両替商だったことが判る。
木薬の一種である「地黄じおう」は山城国久世郡枇杷庄（現・京都府城陽市）産のものを仕入れて寛文・延宝ごろから正徳2年（1712年）までの約50年にわたって「御用地黄」として藤堂藩に納めていた。これらは江戸店にも送られ、藤堂藩以外にも、たとえば対馬府中藩主などへの売却の史料が残っている。
その他「繰綿」なども扱っていたようであり「商人」としての性格を深め、それがまた富の蓄積の手段となっていったと思われる。
初代は23歳のとき独身で江戸へ出たが、二代は兄より12年遅れて寛文3年（1663年）まだ久太郎と呼ばれていた15歳のときに江戸へ出た。初代が隠居して、久太郎はその養子として山城屋と「平兵衛」の名を継いだ。元禄16年3月9日、二代55歳の平兵衛は手代の岡半三郎に江戸店を預けて一旦西法花野村の長兄・金兵衛の元へ帰ったが、5月27日半三郎からの書状で、急ぎ江戸に戻った。その主な理由は、4月29日に藤堂藩主第3代・藤堂和泉守高久が江戸で没したために生ずる種々の用事が、平兵衛自身でなければ対応出来ないということだった。このことは浅田家と藤堂藩との関係の深さを物語る象徴的な出来事である。それを示す往復書状がある。
その一方で、借銀の返済不履行など貸付金の焦げ付きや山城国地人を江戸に派遣しても大都会たる江戸の生活習慣などに合わず役に立たない人間が出たり、悪しき都市生活の悪癖に染まって遊興に走る使用人の逃走があるなど、江戸店経営の綻びも見えはじめる。そんな書簡が史料として残る。

### 3.正徳2年の南山城水害と近世末・近代初期の浅田家
浅田家の御用地黄の記録は正徳2年（1712年）で終わっており、その後浅田家が地黄を納入した形跡はない。
その理由を明確に史料には見いだせないが、(1)正徳2年8月の 木津川洪水で地黄生産地である富野村が打撃を受けたため良質の地黄が入手できなくなった。(2)上狛村も水害以来不作続きで浅田家は自家の経営と庄屋としての仕事に追われた。(3)五郎兵衛から正徳5年に庄屋役を引き継いだ息子（市十郎）金兵衛は享保8年に大庄屋になったものの享保17年に44歳で病死し、その子五郎兵衛は西法花野村庄屋になったが当時まだ20歳で、しかも多額の負債処理（借銀の銀52貫・金872両に対し貸銀は藤堂藩の御借上銀など銀98貫・金1691両といわゆる貸倒れである）にも当らなければならなかった。このように正徳2年を境に南山城にも、浅田家にも農業にも商業にも大きな変化が生じていった。そして18世紀後半の淺田家は農業に専念し手作経営に力を注ぐ姿が見られ再び商人的活動が見いだせるのは18世紀末のこととなる。その頃の淺田家は木津の船持堺屋庄兵衛を相手に倉庫業のような商売をしていた。
天明期に領主・津藩による苛酷な負担に苦しみ経営難に陥っていた西法花野村の豪農浅田家が、木津川舟問屋・堺屋八木家からの金融により苦境を凌ぎ、在方肥料商人として地域への安価な肥料の導入に努めたことから地全体の生産力向上をもたらし、浅田家の手作、小作経営の収益を押し上げて資産を蓄積した。 この頃には浅田家とは別のタイプの商人、つまり地主ではない商人も力をつけてきていたようで、これらの商人の多くは繰綿商売に携わっており、やがて茶商人にも転じていった。洪水については当時の上狛村が書き上げた史料によれば、新在家前の堤は二五〇間にわたって切れ、その東の内垣内の堤は二〇間切れた。このほか五ケ所の堤が欠け、他領林村を含む狛五ケ村で流出した家二七軒、潰れた家一七軒であったが、木津では流失・潰滅した家合わせて七〇〇軒余り、流死者は百人余であった。富野村で流失した家一三七軒、潰れた家五〇軒、流死者六人。上流の加茂郷では現在の「船屋」地区を含む里村・大野村辺りが水没し、正徳2年の水害後、集落は山麓に移転したという。
史料的に見ると、 近世末から近代初期の浅田家では、三代目金兵衛（八代目当主）の頃から淺田家の経営危機からの立て直しもあり、農業に専念し手作経営に力を注ぐ姿が特徴である。当時、勃興しつつあった茶業に関しても関わった形跡は少ない。ただ1908年に柳沢平五郎家から淺田梶の夫として入夫した淺田操の名が山城製茶株式会社の監査役にあるが、直接的な会社経営とは言えない 。

## 浅田家文書に見る江戸期の風俗
この文書を読み込んで、いくつかの本が出版された。　たとえば
「江戸奉公人の心得帖─呉服商白木屋の日常」を活写したもの。
「村を捨てた農民─利助」騒動の顛末を記録したもの。
「赤穂浪士討入りを知らせる書状」が浅田家江戸店からいち早く国元に通報されたもの。
「おでん」という名の女の子が寺子屋で手習いをする日常を書いたもの。
「浅田家の女性たち」という裕福な大地主たる浅田家の女たちの芝居見物の記録
などが生々しく活写され、江戸期の風俗を知る上で貴重な史料となっている。
```
油井宏子
『江戸奉公人の心得帖─呉服商白木屋の日常』
新潮新書
　2007/12
油井宏子『楽しく読める古文書講座第一巻・おでんちゃんの寺子屋規則DVD　浅田家文書』
紀伊国屋書店

油井宏子『楽しく読める古文書講座第二巻・村を守る─夜回りの取り決めDVD　浅田家文書』紀伊国屋書店
油井宏子『楽しく読める古文書講座第五巻・村を捨てた農民─利助DVD　浅田家文書』紀伊国屋書店

小川幸代
「赤穂浪士討入りを知らせる書状」『日本歴史　第457号』（
吉川弘文館
、1986年6月号）
小川幸代「浅田家の女性たち」『江戸時代の女性たち』（吉川弘文館、1990年）
```

## 淺田家住宅について

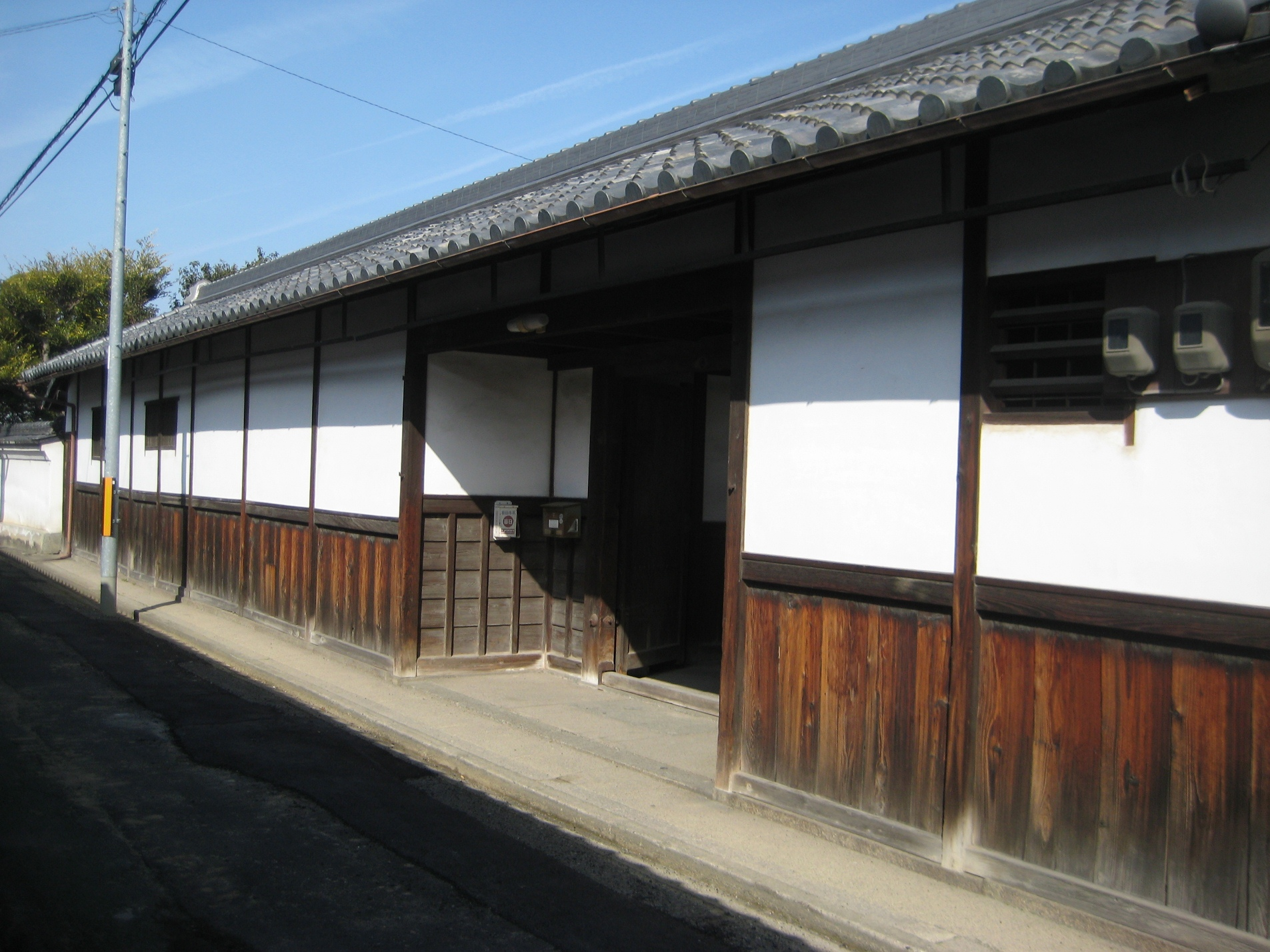
浅田家長屋門　(現在)

宝永6年（1709年）の屋敷絵図（東京大学経済学部・浅田家文書）が残っているが、その後改築されている。

## 「浅田家文書」関連　文献

### 1.淺田家に関する古文書
東京大学経済学部蔵（淺田家旧蔵）
- 『浅田家文書仮目録』（東京大学経済学部図書館文書室、1986年）、冊子物約3千点
- 『浅田家文書仮目録＜続＞』（東京大学経済学部図書館文書室、1992年）、一紙物約１万４千点
- 国立史料館蔵（淺田家旧蔵）、約2百点
- 淺田家所蔵（京都府立山城郷土資料館寄託）　約2千点
- 『山城町史』（山城町、本文編・1987年、史料編・1990年）
- 『加茂町史　第２巻』（加茂町、1991年）
- 『京都大辞典　府域編』（淡交社、平成6年・1994年）ISBN 4473013278

### 2.関連文献
- 石井寛治・ 林玲子 編『近世・近代の南山城：綿作から茶業へ』東京大学出版会, 1998,3　ISBN 4130460609
- 吉田ゆり子『兵農分離と地域社会』─歴史科学叢書　校倉書房　2000/11/15　ISBN 4751731408
- 冨善一敏「近世地方文書の史料群構造：山城国相楽郡西法花野村浅田家文書中の狛組大庄屋文書を素材として」国文学研究資料館史料館編『アーカイブズの科学　下巻』柏書房, 2003.10
- 京都府教育庁指導部文化財保護課『京都府の近代和風建築 : 京都府近代和風建築総合調査報告書』京都府教育委員会、2009年。全国書誌番号:21642369。
- 油井宏子『江戸奉公人の心得帖─呉服商白木屋の日常』新潮新書 2007/12
- 油井宏子『古文書はじめの一歩』柏書房、2008年。
- 油井宏子『楽しく読める古文書講座第一巻・おでんちゃんの寺子屋規則DVD 浅田家文書』紀伊国屋書店
- 油井宏子『楽しく読める古文書講座第二巻・村を守る─夜回りの取り決めDVD 浅田家文書』紀伊国屋書店
- 油井宏子『楽しく読める古文書講座第五巻・村を捨てた農民─利助DVD 浅田家文書』紀伊国屋書店
- 小川幸代「赤穂浪士討入りを知らせる書状」『日本歴史 第457号』（吉川弘文館、1986年6月号）
- 小川幸代「浅田家の女性たち」『江戸時代の女性たち』（吉川弘文館、1990年）
- 小川幸代「外国人がとらえた日本人女性『日本の近世15 女性の近世』（中央公論社、1993年）ISBN 4124030355
- 小川幸代「浅田家文書の村絵図の検討」『経済資料研究No.26』（経済資料協議会、1996年3月）
- 鈴木ゆり子「村役人の役割」『日本の近世3 支配のしくみ』（中央公論社、1991年）ISBN 4124030231
- 鈴木ゆり子「村に住む武士 郷士と帯刀改め」『新しい近世史4 村落の変容と地域社会』（新人物往来社、1996年）ISBN 4404023502
- 平山敏治郎「山城狛組無足人について」『人文研究』第18巻第3号、大阪市立大学文学会、1967年、182-202頁、doi:10.24544/ocu.20180417-095、ISSN 0491-3329、CRID 1390009224920480384。
- 水戸政満「幕末・明治期のアメリカへの製茶輸出と南山城の製茶業」『立命館文學』第509号、立命館大学人文学会、1988年12月、1362-1389頁、ISSN 02877015、CRID 1520009407425216256。
- 水戸政満「近世木津川水害と年貢収納:川底の上昇による水害の深刻化」『立命館文學』第518号、立命館大学人文学会、1990年9月、957-1013頁、ISSN 02877015、CRID 1520853832270621952。
- 水戸政満「近世村落の内実（上）－村極と村方騒動―」『立命館文学 第521号』（立命館大学人文学会、1991年6月）
- 水戸政満「近世村落の内実（下）－村極と村方騒動―」『立命館文学 第524号』（立命館大学人文学会、1992年6月）
- 油井宏子『古文書はこんなに面白い』（柏書房、2005年）ISBN 4760126767
- 油井宏子『古文書はこんなに魅力的』（柏書房、2006年）ISBN 4760128719
- 淺田周宏「浅田家文書雑感」『やましろ 22号』（城南郷土史研究会、2008年）
- 淺田周宏「浅田家文書雑感(2) その後のおでんちゃん」『やましろ23号』（城南郷土史研究会、2009年）
- 淺田周宏「浅田家文書雑感(3)」『やましろ 26号』（城南郷土史研究会、2012年）
- 小林義亮『笠置寺激動の1300年─ある山寺の歴史』（文芸社 2002）
- 淺田周宏「知られざる天誅組騒動 上狛からの鎮圧動員と大和・河内の水争い」『やましろ27号』（城南郷土史研究会、2013年）
- 巻島隆「近世中期における津藩の飛脚制度 : 山城国西法花野村庄屋、浅田家「飛脚帳」の検討」（PDF）『郵政博物館研究紀要』第5号、通信文化協会博物館部、2013年、16-31頁、ISSN 21884196、CRID 1523951030487085312。
- 究代表者 井奥成彦、谷本雅之, 武田晴人, 吉田ゆり子, 小川幸代, 油井宏子, 石井寛治, 桜井由幾, 島津良子, 菅野則子, 冨善一敏, 中川博勝, 三科仁伸「19世紀の先進地域畿内における豪農経営の諸類型」『科学研究費補助金研究成果報告書』研究課題/領域番号:23330114、2013年。
- 井奥成彦、谷本雅之『豪農たちの近世・近代 : 19世紀南山城の社会と経済』東京大学出版会、2018年。ISBN 9784130461276。全国書誌番号:23189701。

### 3.関連コレクション
- 京都府立山城郷土資料館保管『浅田（北）（南）家文書』
- 国文学研究資料館所蔵『祭魚洞文庫史料』